# Braganza

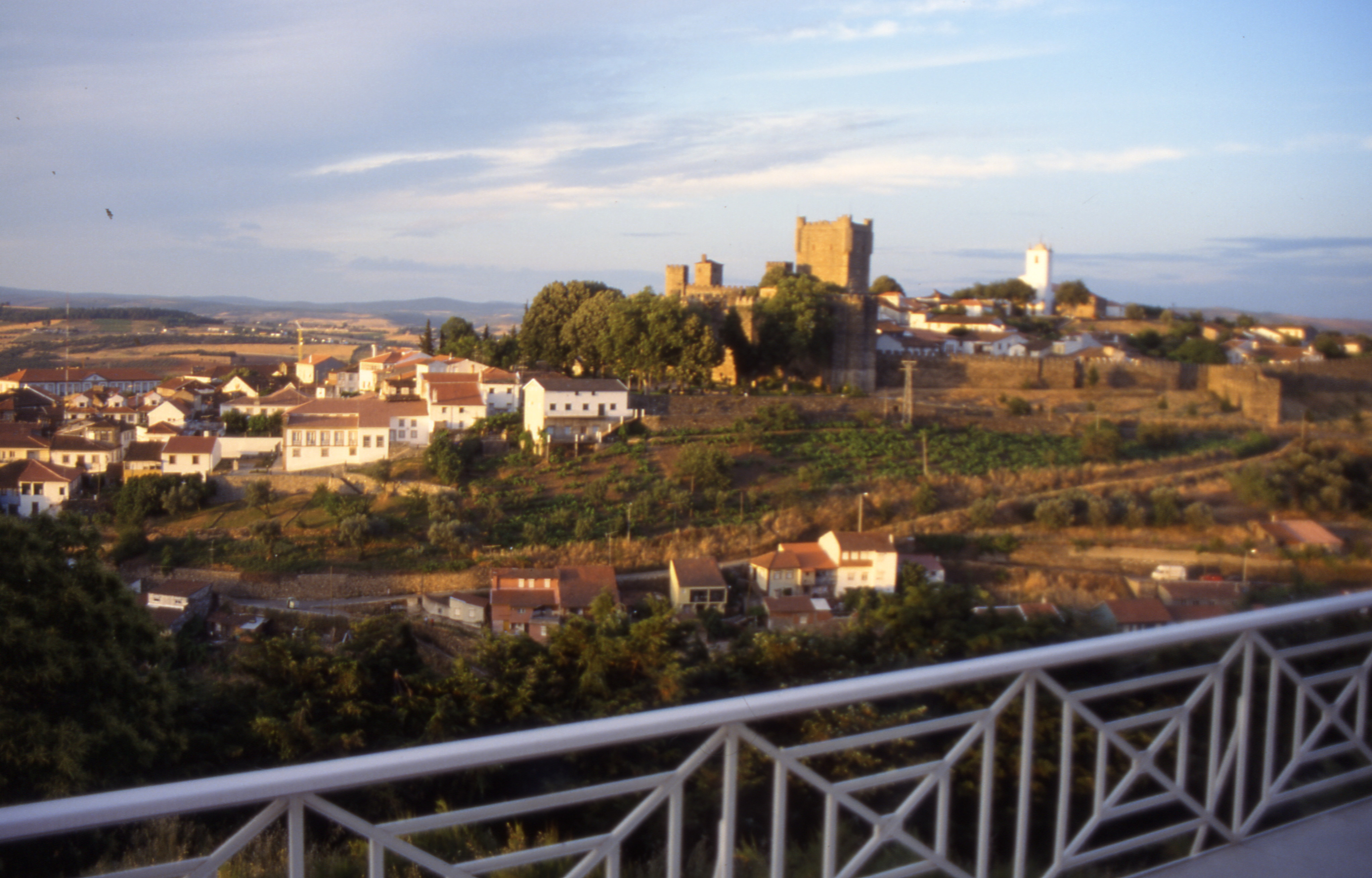
Castillo Fortaleza

Braganza (oficialmente en portugués, Bragança [bɾɐˈɣɐ̃sɐ]ⓘ; en mirandés, Bergancia) es una ciudad portuguesa, capital del distrito homónimo (en la actualidad el más despoblado de Portugal), que se sitúa en la región de Trás-os-Montes (Norte) y la comunidad intermunicipal Tierras de Trás-os-Montes. Es cabeza de uno de los municipios portugueses de mayor extensión, con 1173,6 km² de superficie y 34 580 habitantes (2021) y 39 freguesias. El municipio está limitado al norte y al este por España (comarcas de Sanabria y Aliste, provincia de Zamora), al sureste por el municipio de Vimioso, al suroeste por Macedo de Cavaleiros y al oeste por Vinhais. Es una de las ciudades más septentrionales del Portugal continental. Los celtas dieron el nombre Brigantia a la ciudad, fundada en el siglo II a. C. Posteriormente se latinizó pasando a denominarse Bragança. El nombre celta es el origen del gentilicio más generalizado: «brigantino, -a».
Situada en la altiplanicie noreste, en las faldas de la sierra de Montesinho, constituye una de las principales poblaciones de la provincia de Trás-os-Montes. Constituye un importante centro cultural que debe su notable crecimiento de población y el desarrollo de la ciudad en su conjunto a la creación del Instituto Politécnico de Braganza (5300 alumnos) y diversos servicios, así como al regreso de emigrantes venidos de Francia y de Alemania.

## Historia

### Historia temprana
La evidencia arqueológica permite determinar el asentamiento humano de esta región en el Paleolítico. Durante el Neolítico, hubo un crecimiento de asentamientos humanos productivos que se concentraron en la siembra y domesticación de animales, con una religión naciente. Hay muchos vestigios de estas comunidades antiguas que incluyen cerámica, implementos agrícolas, pesas, puntas de flecha y joyas modestas. Muchos de estos artefactos se encontraron en montículos funerarios, como el túmulo de Donai (en su mayoría destruido). Hay muchos indicios de construcciones megalíticas repartidas por toda la región. Se cree que las comunidades prehistóricas más grandes se desarrollaron en Terra Fría, probablemente en la parte final de la Edad del Bronce (1000-700 a. C.). Durante este período, la cultura celta o castrista de estructuras urbanas fortificadas dio como resultado asentamientos amurallados, situados en áreas elevadas, con una amplia vista panorámica para la defensa. Estas comunidades sobrevivieron esencialmente de la agricultura de subsistencia.
La colonización romana, que se produjo a finales de la dominación romana, resultó en el establecimiento de la propiedad privada y el alejamiento de los bosques, además de los cambios organizativos que dieron lugar a la evolución administrativa, material y cultural. Los vestigios de las sociedades castro luso-romanas son evidentes en el castro de Sacóias y el castro de Avelãs. Durante algún tiempo se denominó Juliobriga, nombre otorgado por el emperador Augusto en homenaje a su tío Julio César. En estas excavaciones, los arqueólogos modernos han descubierto restos funerarios, monedas e implementos. El castro de Avelãs (a unos tres kilómetros de Braganza) fue un importante centro en la vía militar hacia Astorga, aunque hay muchos ejemplos (en Alfaião, Aveleda, Carrazedo, Castro de Avelãs, Donai, França, Gostei, Meixedo, Pinela, Quintela Lampaças, etc.) de la presencia romana.
El área estaba dominada por dos comunidades étnicas: los zoelas, con sede en Castro de Avelãs, y una ciudad lusitana bajo la dirección de los banienses en la parte sur del distrito. Un mapa latino, Atlas de Gotha de Justus Perthes, menciona tres asentamientos dentro de esta región: Aquae Flaviae (Chaves), Veniatia (Vinhais) y Zoelae (su sede en Zoelas, hoy Castro de Avelãs) sin mencionar ninguna referencia a un nombre similar a Braganza. Durante la colonización romana, formó parte de Gallaecia y dependía administrativamente de Astorga, en el eje atlántico de una calzada romana desde Meseta, que controlaba el comercio de oro, hierro y plata. Las referencias a un asentamiento con el nombre similar a Braganza se produjeron en los actos del Ayuntamiento de Lugo (569 d. C.) sobre la Vergancia. Una referencia similar de Wamba (666 d. C.) se refería a Bregancia, y donde supuestamente nacieron dos mártires cristianos (Juan y Pablo).

### Edad Media
Los registros de los reinos germánicos suevo y visigodo son pocos, probablemente un indicio del avance de las comunidades rurales agrarias y pastorales durante su ocupación y asentamiento. Referencias toponímicas como Gimonde, Guadramil y Samil son algunos de los restos de este período.
Aunque quedaron algunos nombres de lugares (como Alfaião, Babe, Baçal, Bagueixe, Mogadouro), la influencia de la civilización islámica en las regiones del norte y el Duero (así como en las zonas montañosas) fue muy pequeña. Sólo hay una referencia de pasada en la Crónica de Sampiro (pero solo en su versión ovetense, de inicios del siglo XII) a un Pelagius Breganciae comes (Pelayo, conde de Braganza) que aparece acompañando al rey Alfonso III en la ceremonia de consagración de la Basílica de Santiago de Compostela en el año 899, así como en el Concilio de Oviedo del año 907. Debido a la Reconquista, esta región se integró rápidamente en el Reino de Galicia (dentro de León después del siglo X), y la economía, la organización eclesiástica, la arquitectura, la cultura y la lengua fueron fuertemente influenciadas por el asturleonés.
Durante los siglos XI y XII, en los libros de genealogía, la familia Bragançãos de Castro de Avelãs (en ese momento la sede del monasterio benedictino) dominaba Braganza, su abad Mendo Alãm, quien más tarde se casó con la princesa Ardzrouri de Armenia (quien falleció en la región en peregrinación a Santiago de Compostela), originó la línea hereditaria. Cuenta la leyenda que Fernão Mendes (a Braganção) presuntamente secuestró y luego casó a Sancha, hija de Enrique de Borgoña y Teresa, obteniendo con sus muertos la importante defensa de la región. Fernão Mendes y Sancha encontraron las ruinas del antiguo pueblo y las reconstruyeron desde el suelo en la Realenga das Terras da Bragança. Históricamente, Fernão Mendes fue posteriormente referido como el Valiente por su valentía durante la Batalla de Ourique. Sin embargo, más tarde, la región de Braganza se convirtió en propiedad de la Corona, ya que ningún heredero se desarrolló a partir de su unión. Los Bragançãos contribuyeron a la fundación del asentamiento, y su importancia fue siendo parte integral de la defensa del país, debido a la posición geopolítica en la frontera noroeste con los reinos de León y Castilla. En la séptima generación, alrededor de 1258, los Bragançãos perdieron su título hereditario y Afonso III transfirió el título a Nuno Martins, un descendiente de la línea.
El origen de la ciudad de Braganza data del siglo X u XI, y probablemente se desarrolló a partir de un castro romanizado, aunque la evidencia arqueológica aún no se ha descubierto. La importancia estratégica de Braganza, para el control militar del acceso, resultó de su localización y fue reforzada por las instituciones administrativas establecidas por el Rey. Sancho I le otorgó fueros en junio de 1187, que fueron renovados por el rey Alfonso III de Portugal, en mayo de 1253, y posteriormente por Manuel I el 11 de noviembre de 1514. Los fueros demostraron específicamente la importancia de la ciudad, que fue la primera en Trás-os-Montes en recibir el título de villa. En su proclamación, Alfonso III precisó que el municipio de Braganza pertenecía a la Iglesia de Braganza, y no a la corona, y que su representación debía motivar el asentamiento de todas las tierras despobladas. Esto estaba en conflicto con las Órdenes Militares y la administración del Monasterio de Castro de Avelãs, quienes creían que tenían derecho a asentar todas las aldeas y usar la tierra como quisieran. Los privilegios concedidos a la naciente población portuguesa por varios monarcas subrayan la importancia geográfica de atraer asentamientos a la frontera norte: Alfonso III creó una feria anual en 1272 y Fernando estableció una feria de libre comercio en 1383, que fue renovada o reformulada por sucesivos monarcas (Juan I en 1392 y 1413, el regente Pedro en 1439 y Alfonso V en 1455). Estas iniciativas, aunque templadas por migraciones cíclicas y epidemias, permitieron la concentración de colonos en la comunidad del norte.
Durante el siglo XIV, las guerras con Castilla provocaron la destrucción de los asentamientos fronterizos y las tropas castellanas tomaron la ciudad de Braganza. En 1381, la región volvió a ser devastada militarmente, lo que provocó hambrunas, epidemias, tasas de mortalidad infantil, abandono de tierras, originando una caída de la población del 83 %. En 1387, el duque de Lancaster y Constanza firmaron el Tratado de Babe, que reconocía el título y los derechos de Juan I sobre Portugal y el Algarve (entonces ya aclamado en las Cortes portuguesas y casado con Felipa de Lancaster). Pero en 1396, Juan regresó a Braganza para frenar la agresión castellana, quitando los títulos a Afonso Pimentel (que era un aliado de Castilla) y entregando en manos de su hijo ilegítimo Afonso (donado en 1401 por el regente Pedro), a quien acusó con el refuerzo de la frontera y la elaboración de las defensas del castillo. Luego, Juan unió la región fronteriza a la Corona con el matrimonio de su hijo con Beatriz, hija de Nuno Álvares Pereira, a fin de fortalecer los lazos de la incipiente corona con la tierra.
El regente Don Pedro de Portugal, duque de Coímbra, en 1442, ascendió a Braganza a cabeza del ducado homónimo concedido a su hermano ilegítimo Alfonso, octavo conde de Barcelos, que fue yerno de Nuno Álvares Pereira. En 1445, Braganza recibió la concesión de una feria franca, y posteriormente, en 1464, Alfonso V la elevó a la categoría de ciudad.
En los siglos XIV y XV, se desarrolló el crecimiento fuera de la ciudad de Braganza, y en los siglos siguientes se realizaron importantes renovaciones y remodelaciones de las iglesias, conventos y fincas nobles dentro del municipio. Muchos de los nombres de las calles de Braganza también muestran una rápida industrialización y comercialización en la comunidad, con la aparición de nombres de calles como Rua dos Prateiros («plateros»), Rua dos Sineiros («campaneros»), Rua dos Oleiros («alfareros»), Rua da Alfândega («aduana»), Ponte das Tenarias («curtidores»), Ponte das Ferrarias («herrerías»), que dirigían sus exportaciones al mercado regional. Este entorno dinámico fue facilitado por judíos que escaparon de la Inquisición en Castilla durante el siglo XV, y que estimularon los mercados comerciales, artesanales y de cereales de la región.
Tras 60 años, los portugueses pusieron fin a la Unión Ibérica con el resto de reinos de la Monarquía Hispánica. El 1 de diciembre de 1640, se restauró la independencia de Portugal, lo que permitió la ascensión del octavo duque de Braganza (entonces gobernador militar de Portugal) como rey Juan IV. De 1640 a 1910, la Casa de Braganza proporcionó a Portugal sus reyes y los dos emperadores de Brasil. Este último gobernó desde 1822 hasta 1889. El castillo feudal de los duques (construido en 1187) aún resiste.
El 5 de marzo de 1770, Braganza se convirtió en sede diocesana. Se fusionó desde el 27 de septiembre de 1780 con la diócesis de Miranda de Duero (creada el 22 de mayo de 1545), situándose la sede en Braganza. La diócesis se pasó a denominar oficialmente como «de Braganza y Miranda».
En el siglo XVIII hubo varias crisis y fracasos en Braganza asociados con una industrialización tentativa. Los problemas con la agricultura a principios del siglo XIX también ocurrieron justo cuando la industria comenzaba a abandonar la ciudad de Braganza. Desde entonces, la economía de la región ha pasado por varios altibajos, con repuntes estimulados por algunas iniciativas nacionales.
El 26 de abril de 1919 la ciudad fue admitida como miembro de la Orden Militar de la Torre y Espada, del Valor, Lealtad y Mérito.

## Geografía

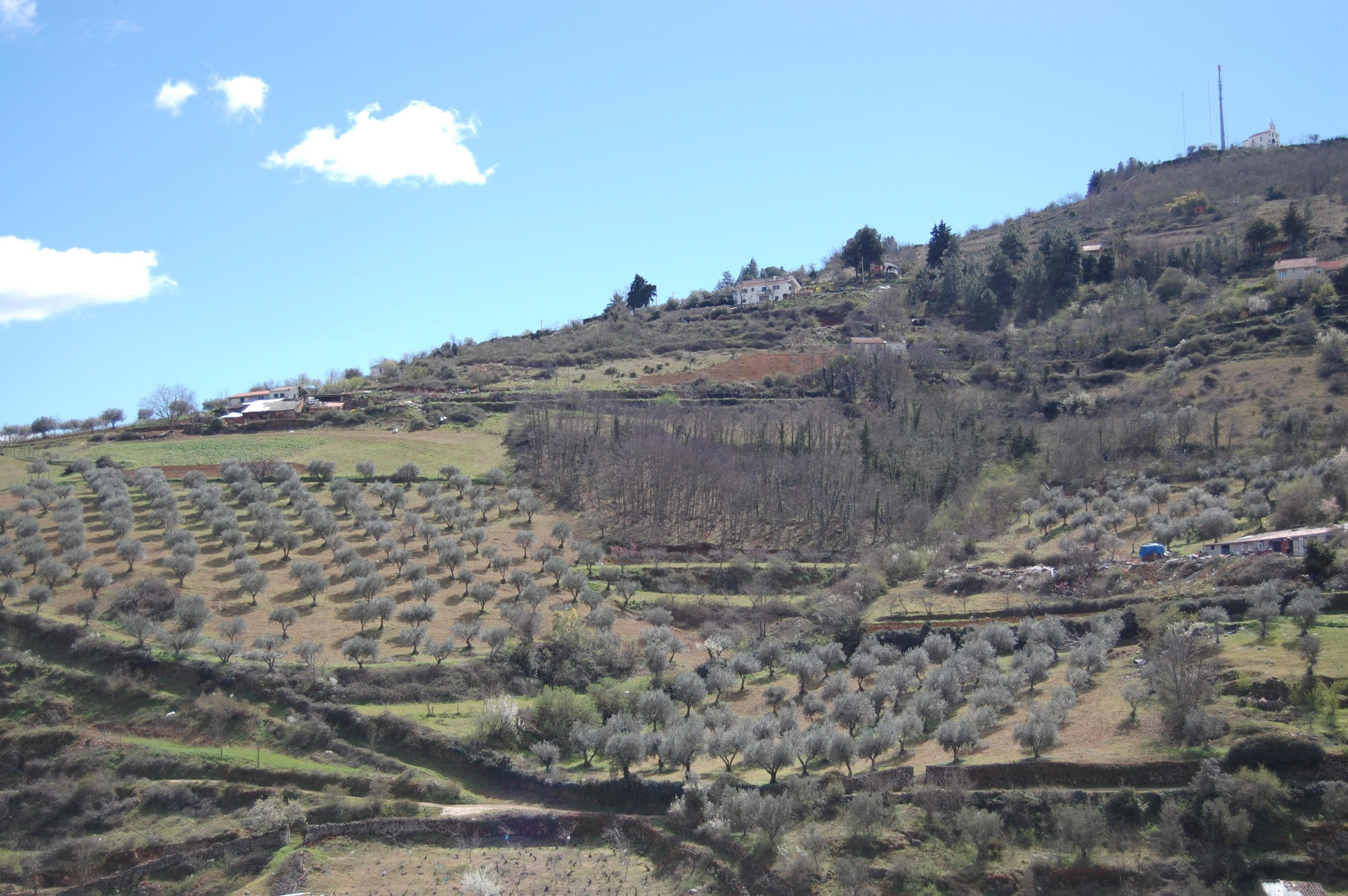
Olivares en los alrededores

Braganza se encuentra en un brazo del río Sabor al sur de la Sierra de la Culebra, a 255 km al noreste de Oporto, a 515 km de Lisboa y a 22 km de la frontera española.
| Noroeste: Viana (Provincia de Orense, España) | Norte: Sanabria (Provincia de Zamora, España) | Nordeste: La Carballeda (Provincia de Zamora, España) |
| Oeste: Vimioso                                |                                               | Este: Aliste (Provincia de Zamora, España)            |
| Suroeste: Macedo de Cavaleiros                | Sur: Izeda                                    | Sureste: Vimioso                                      |

El municipio de Braganza forma parte de la frontera del parque natural de Montesinho, establecido en 1979 para salvaguardar los distintos elementos de la región. Montesinho se clasifica en bosques y arboledas (plantaciones de robles y castaños en la base de la sierra de la Culebra, los ríos Tuela y bajo Gamoneda o Baceiro); bosques y pinares (bosques y vegetación arbustiva en el oeste y este del río Manzanas, Aveleda, Portelo / Montesinho, Mofreito / Montouto, Pinheiros, Sierra de la Culebra, Vilar Seco da Lomba); una zona agrícola mixta subatlántica (alrededor de los ríos Tuela y Gamoneda); espacio abierto que permite la agricultura a lo largo de las mesetas de Baçal, Aveleda, Onor, Deilão); y las montañas de granito pobladas con especies de robles y abedules.

### Clima
Braganza tiene un clima templado, con influencias tanto continentales como oceánicas. El verano es normalmente cálido y seco, con días soleados. Las olas de calor durante el verano pueden elevar la temperatura por encima de los 35 °C. Durante esta estación la precipitación es escasa, y la mayor parte se concentra a última hora de la tarde en forma de tormentas. El invierno es frío y húmedo, y en él se dan los meses más lluviosos. A pesar de ello no son raros largos periodos de sol. Es una de las ciudades portuguesas con más precipitación en forma de nieve, aunque la variabilidad interanual es muy significativa, cubriendo desde inviernos como el de 2007-2008 con menos de 5 días de nieve, hasta inviernos con más de 20 días, como el de 2008-2009. 
Braganza tiene un clima mediterráneo Csb (templado con verano seco y templado) según la clasificación climática de Köppen.
| Parámetros climáticos promedio de Braganza, elevación: 690m (normales 1981-2010) | Parámetros climáticos promedio de Braganza, elevación: 690m (normales 1981-2010) | Parámetros climáticos promedio de Braganza, elevación: 690m (normales 1981-2010) | Parámetros climáticos promedio de Braganza, elevación: 690m (normales 1981-2010) | Parámetros climáticos promedio de Braganza, elevación: 690m (normales 1981-2010) | Parámetros climáticos promedio de Braganza, elevación: 690m (normales 1981-2010) | Parámetros climáticos promedio de Braganza, elevación: 690m (normales 1981-2010) | Parámetros climáticos promedio de Braganza, elevación: 690m (normales 1981-2010) | Parámetros climáticos promedio de Braganza, elevación: 690m (normales 1981-2010) | Parámetros climáticos promedio de Braganza, elevación: 690m (normales 1981-2010) | Parámetros climáticos promedio de Braganza, elevación: 690m (normales 1981-2010) | Parámetros climáticos promedio de Braganza, elevación: 690m (normales 1981-2010) | Parámetros climáticos promedio de Braganza, elevación: 690m (normales 1981-2010) | Parámetros climáticos promedio de Braganza, elevación: 690m (normales 1981-2010) |
| Mes                                                                              | Ene.                                                                             | Feb.                                                                             | Mar.                                                                             | Abr.                                                                             | May.                                                                             | Jun.                                                                             | Jul.                                                                             | Ago.                                                                             | Sep.                                                                             | Oct.                                                                             | Nov.                                                                             | Dic.                                                                             | Anual                                                                            |
| -------------------------------------------------------------------------------- | -------------------------------------------------------------------------------- | -------------------------------------------------------------------------------- | -------------------------------------------------------------------------------- | -------------------------------------------------------------------------------- | -------------------------------------------------------------------------------- | -------------------------------------------------------------------------------- | -------------------------------------------------------------------------------- | -------------------------------------------------------------------------------- | -------------------------------------------------------------------------------- | -------------------------------------------------------------------------------- | -------------------------------------------------------------------------------- | -------------------------------------------------------------------------------- | -------------------------------------------------------------------------------- |
| Temp. máx. abs. (°C)                                                             | 20.4                                                                             | 20.4                                                                             | 25.7                                                                             | 28.6                                                                             | 33.6                                                                             | 36.9                                                                             | 38.8                                                                             | 39.5                                                                             | 37.7                                                                             | 29.4                                                                             | 22.4                                                                             | 18.8                                                                             | 39.5                                                                             |
| Temp. máx. media (°C)                                                            | 8.8                                                                              | 11.4                                                                             | 15.1                                                                             | 16.3                                                                             | 20.0                                                                             | 25.5                                                                             | 29.2                                                                             | 29.1                                                                             | 25.1                                                                             | 18.4                                                                             | 12.8                                                                             | 9.5                                                                              | 18.4                                                                             |
| Temp. media (°C)                                                                 | 4.5                                                                              | 6.2                                                                              | 9.2                                                                              | 10.7                                                                             | 14.0                                                                             | 18.8                                                                             | 21.7                                                                             | 21.6                                                                             | 18.4                                                                             | 13.1                                                                             | 8.3                                                                              | 5.5                                                                              | 12.7                                                                             |
| Temp. mín. media (°C)                                                            | 0.2                                                                              | 0.9                                                                              | 3.2                                                                              | 5.1                                                                              | 8.0                                                                              | 12.0                                                                             | 14.2                                                                             | 14.0                                                                             | 11.6                                                                             | 7.9                                                                              | 3.7                                                                              | 1.3                                                                              | 6.8                                                                              |
| Temp. mín. abs. (°C)                                                             | -11.4                                                                            | -11.6                                                                            | -10.2                                                                            | -5.1                                                                             | -2.0                                                                             | 3.4                                                                              | 4.4                                                                              | 4.4                                                                              | 1.4                                                                              | -3.8                                                                             | -8.6                                                                             | -9.7                                                                             | -11.6                                                                            |
| Precipitación total (mm)                                                         | 95.8                                                                             | 75.0                                                                             | 44.3                                                                             | 62.1                                                                             | 70.0                                                                             | 38.7                                                                             | 19.6                                                                             | 18.4                                                                             | 45.0                                                                             | 84.8                                                                             | 86.0                                                                             | 118.6                                                                            | 758.3                                                                            |
| Días de nevadas (≥ 1 mm)                                                         | 1.9                                                                              | 1.5                                                                              | 0.9                                                                              | 0.5                                                                              | 0                                                                                | 0                                                                                | 0                                                                                | 0                                                                                | 0                                                                                | 0                                                                                | 0.2                                                                              | 1.1                                                                              | 6.1                                                                              |
| Horas de sol                                                                     | 112                                                                              | 134                                                                              | 195                                                                              | 209                                                                              | 261                                                                              | 300                                                                              | 362                                                                              | 341                                                                              | 241                                                                              | 184                                                                              | 136                                                                              | 104                                                                              | 2579                                                                             |
| Fuente n.º 1: IPMA                                                               |                                                                                  |                                                                                  |                                                                                  |                                                                                  |                                                                                  |                                                                                  |                                                                                  |                                                                                  |                                                                                  |                                                                                  |                                                                                  |                                                                                  |                                                                                  |
| Fuente n.º 2: NOAA (horas de sol 1961–1990)                                      |                                                                                  |                                                                                  |                                                                                  |                                                                                  |                                                                                  |                                                                                  |                                                                                  |                                                                                  |                                                                                  |                                                                                  |                                                                                  |                                                                                  |                                                                                  |

### Comunicaciones

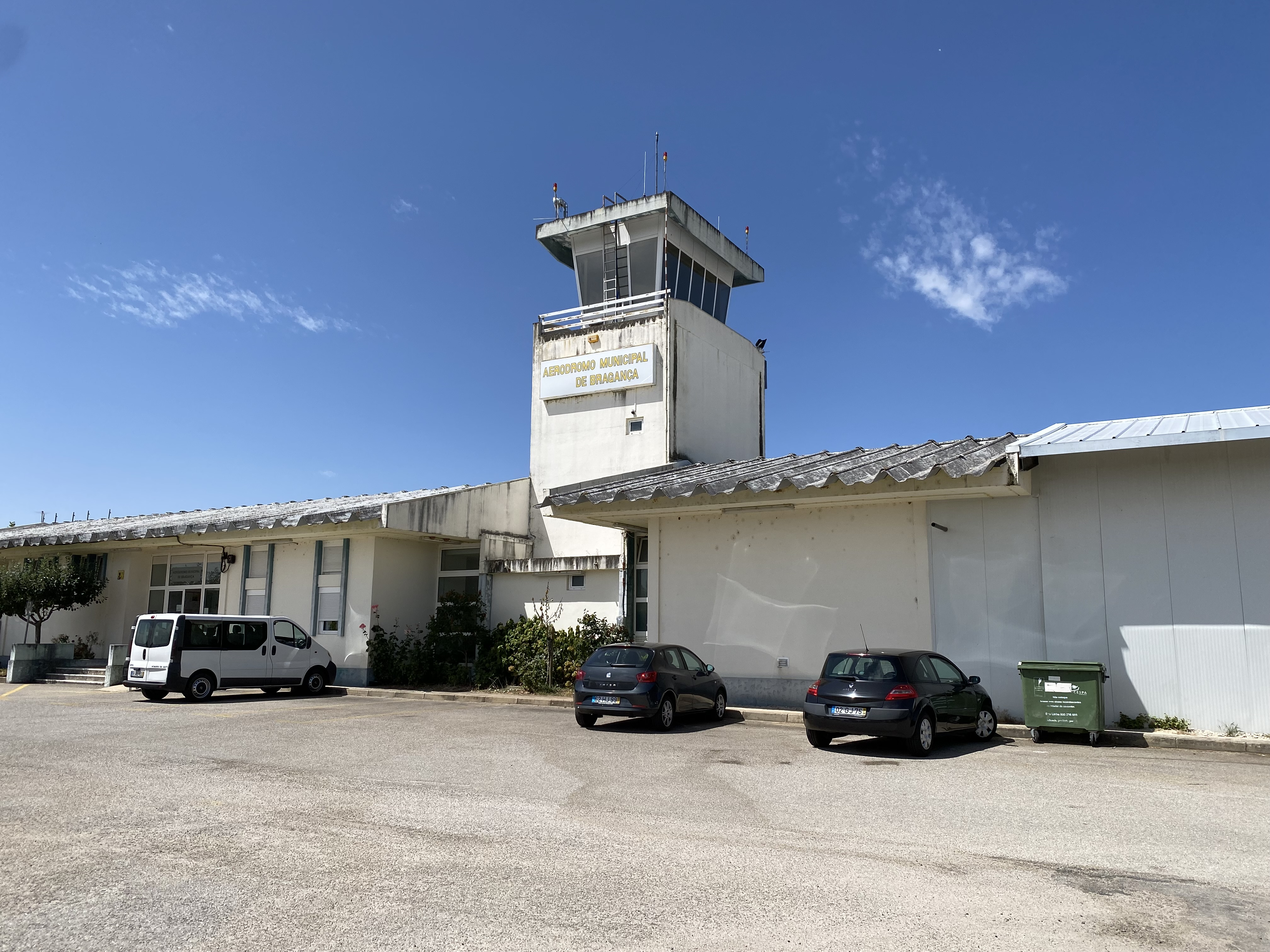
Terminal del aeropuerto

A ocho kilómetros del centro de la ciudad se sitúa el aeropuerto municipal/regional (Aeropuerto de Braganza), con vuelos regulares de Sevenair Air Services a Lisboa (LIS) y Vila Real (VRL). El aeropuerto de Braganza se encuentra al norte de la ciudad, en la parroquia de Aveleda, accesible en taxi o autobús. Se amplió el aeródromo y se amplió la pista, incluyendo nuevos sistemas de navegación, nueva iluminación y facilidades de apoyo, con el fin de incrementar las aeronaves de tamaño mediano para estar a la par con otros aeropuertos regionales europeos. Dentro de los esfuerzos de Portugal para frenar el problema nacional de la despoblación en el distrito de Braganza y potenciarlo como destino turístico natural se ha proyectado con financiación de los fondos Next Generation EU la construcción de una autovía de 2 carriles por sentido desde el aeropuerto a la frontera con España en Rionor. Esto dejará a España del aeropuerto de Braganza en un viaje en coche de tan solo 10 minutos. Mientras, España no acaba de impulsar su parte del tramo de Rionor a Puebla de Sanabria enlazando a la autovía de las Rías Bajas.
Braganza es una de las dos capitales de distrito (junto con Viseo) sin servicio ferroviario en Portugal. Antiguamente existía un ferrocarril de vía métrica (la línea del Túa) de Braganza a Túa, para conectar trenes a Oporto. La estación de Braganza (y el tramo Braganza-Mirandela del ferrocarril) se cerró en 1991. Con la llegada de la alta velocidad a la estación de Otero de Sanabria (Sanabria AV), parte de la línea de alta velocidad Madrid-Zamora-Galicia, Braganza dispondrá una conexión con trenes de alta velocidad a 35 km de distancia. Con 35.341 habitantes, Braganza es el mercado potencial más grande de los alrededores de la estación.
Hay tres vías de acceso principales dentro del municipio: las autopistas A4, IP2 y N103. La carretera principal que conecta Braganza y las comunidades locales es la A4: Amarante-Vila Real-Braganza-Quintanilha, que cruza la frontera suroeste de los municipios hacia Braganza, antes de rodear la ciudad en dirección a la frontera oriental con España. La IP2 complementaria se encuentra con la A4 alrededor de Macedo de Cavaleiros y la N103 cruza de oeste a este, confluyendo en Braganza, antes de continuar como la N218 hacia España. Otras carreteras conectan municipios cercanos como Mirandela, Penafiel, además de Chaves, Valpaços y Miranda de Duero, incluidas las localidades de Vinhais y Vimioso.

### Freguesias
Las freguesias del municipio de Braganza son las siguientes:
- Alfaião
- Aveleda e Rio de Onor
- Babe
- Baçal
- Carragosa
- Castrelos e Carrazedo
- Castro de Avelãs
- Coelhoso
- Donai
- Espinhosela
- França
- Gimonde
- Gondesende
- Gostei
- Grijó de Parada
- Izeda, Calvelhe e Paradinha Nova
- Macedo do Mato
- Mós
- Nogueira
- Outeiro
- Parada e Failde
- Parâmio
- Pinela
- Quintanilha
- Quintela de Lampaças
- Rabal
- Rebordainhos e Pombares
- Rebordãos
- Rio Frio e Milhão
- Salsas
- Samil
- Santa Comba de Rossas
- São Julião de Palácios e Deilão
- São Pedro de Sarracenos
- Sé, Santa Maria e Meixedo
- Sendas
- Serapicos
- Sortes
- Zoio

## Demografía

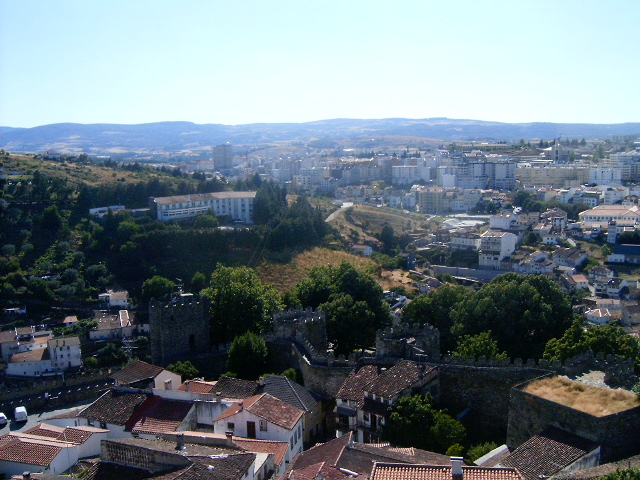
Vista desde el castillo

La sede del municipio es la ciudad de Braganza, que consta de las parroquias Sé, Santa María y Meixedo. En la jerarquía de las comunidades urbanas portuguesas, Braganza ocupa el segundo lugar después de Chaves en la subregión del Alto Trás-os-Montes. Históricamente, el municipio ha experimentado una evolución demográfica. Entre 1911 y 1991, ha habido un aumento del 6,80% (1655 habitantes), mitigado por cambios anuales que experimentaron crecimientos y disminuciones. Por ejemplo, entre 1981 y 1991 se produjo un éxodo del interior de la región de jóvenes, lo que provocó una caída de la población y de la tasa de natalidad (que solo benefició a las comunidades costeras de Portugal). La ciudad de Braganza ha experimentado en general un crecimiento positivo, siendo la capital de la región y atrayendo un componente más joven. Sé y Santa María, las dos parroquias principalmente urbanas, se beneficiaron directamente de esto, convirtiéndose en el motor dinámico del crecimiento del territorio y convirtiéndose en un polo en el interior noreste.
La población activa (41,2 %) está principalmente repartida entre los sectores terciario (82,2 %) y secundario (16,1 %), con apenas un 1,7 % en el sector primario, si bien toda la actividad económica gira en torno a la producción agrícola. En 1991 tenía 15 624 habitantes, muchos más que los que tenía en 1960, distribuidos en 2 parroquias: Sé y Santa Maria.
De las 18 capitales de los distritos históricos portugueses, Braganza es la más alejada de Lisboa, la capital nacional.
| Gráfica de evolución demográfica de Braganza entre 1801 y 2021 |
|                                                                |
| Datos según el nomenclátor publicado por el INE portugués.     |

## Economía
Braganza es una ciudad de servicios que depende de instituciones estatales como el Instituto Politécnico de Braganza y el hospital regional para el empleo. A principios del siglo XXI, su campo sufrió un declive poblacional con el abandono de los pueblos y el envejecimiento de la población rural. La ciudad de Braganza es un ancla de la economía regional, resistiendo la despoblación del interior y concentrando la administración del sector público en la región.
En Braganza, aproximadamente el 16% de la población está involucrada en el sector industrial secundario, mientras que el 60% está asociado al sector de servicios terciarios, aludiendo a un problema en la atracción de inversiones en el sector secundario. El empleo es impulsado principalmente por el sector terciario, que incluye el comercio, los restaurantes y los hoteles, pero también la construcción civil (que es el segundo mayor empleador de residentes locales). Aunque ha habido una evolución positiva, la actividad industrial sigue siendo débil, obstaculizada por la evolución del mercado en esta región periférica fronteriza de Portugal. Debido a su ubicación cerca de la frontera española, la ciudad recibe turistas de Zamora, León, Salamanca, Asturias y otros lugares.
La agroindustria se centra en el aceite de oliva, los cereales, la castaña y la ganadería, especialmente el ovino. Los cultivos de cereales y castaños de Montesinho que ocupan las alturas, entre la ciudad y España al norte y al este, comparten actividad económica con la cría de ganado ovino y bovino en menor medida.

## Educación
La población estudiantil de Braganza está fuertemente concentrada dentro de la ciudad. La mayor parte de los estudiantes corresponden a la escuela técnica de educación superior estatal (instituto politécnico): el Instituto Politécnico de Braganza (IPB). Desde su formación en 1986, ha habido un crecimiento significativo en la matriculación. El resto de los matriculados en educación superior se encuentran dispersos en el Instituto Superior de Lenguas y Administración y la Escuela Superior de Enfermería.
En muchas aldeas, no hay suficientes niños para mantener las escuelas rurales, que el gobierno está cerrando gradualmente.

## Monumentos y lugares de interés
- Castillo de Braganza
- Domus Municipalis (Braganza)
- Antigua Catedral de Braganza
- Nueva Catedral de Braganza

## Ciudades hermanadas
El municipio de Braganza está hermanado con las siguientes ciudades:
- Zamora, España (1984)[19]
- La Bañeza, España (1990)[19]
- Les Pavillons-sous-Bois, Francia (1996)[19]
- Gallicano, Italia (1997)[19]
- Bragança Paulista, Brasil (2004)[19]
- Água Grande, Santo Tomé y Príncipe (2008)[19]